# Darmstädter Residenzfestspiele
Die Darmstädter Residenzfestspiele sind ein jährlich im Juli und August in Darmstadt stattfindendes Musikfestival. Sie wurden 2001 von Wolfgang Seeliger gegründet und zunächst vom Konzertchor Darmstadt, mittlerweile vom eigenständigen Verein Darmstädter Residenzfestspiele e.V. veranstaltet. Die Residenzfestspiele finden in historischen Spielstätten in der ehemaligen Residenzstadt Darmstadt statt und sind daher ein Teil der Kultur Darmstadts. Einige der Veranstaltungen finden unter freiem Himmel statt. Des Weiteren zeichnen sich die Residenzfestspiele durch ein vielseitiges, genreübergreifendes musikalisches Programm aus.

Darmstädter Residenzfestspiele im Schlosshof (Konzertpause)

## 2001
Die ersten Darmstädter Residenzfestspiele vom 27. Juli bis 12. August 2001 standen unter dem Motto Serenata 2001 und knüpften an die Tradition historischer Serenadenkonzerte an fürstlichen Residenzen an, wie es auch in Darmstadt einmal war.
Obwohl Darmstadt im Zweiten Weltkrieg stark zerstört wurde, besitzt es doch eine ganze Reihe schöner architektonischer Ensembles, die zum Teil bereits in der Barockzeit als Rahmen für höfische Feste dienten. Diese Orte wollte man mit den Festspielen zu neuem kulturellen Leben erwecken und den Besuchern näher bringen.
Die Aufführungsorte des ersten Jahres waren der Schlosshof, der Innenhof des Kollegiengebäudes, die Mathildenhöhe und der Woog.
Die Bandbreite der elf Veranstaltungen reichte von Kindertheater über Musikkabarett und Gospel bis zu Wagner.
Höhepunkte waren dabei Orffs Carmina Burana im Schlosshof und Händels Wassermusik, mit jeweils über 1000 Zuschauern.

## 2002
Die zweiten Residenzfestspiele unter dem Namen Sommernachtsträume 2002 wurden sowohl zeitlich als auch räumlich deutlich ausgeweitet. Durch die Übernahme der Schirmherrschaft durch Oberbürgermeister Peter Benz signalisierte auch die Stadt Darmstadt ihre Anerkennung und Unterstützung. Für die Veranstaltungen, die vom 19. Juli bis 25. August stattfanden, wurden das Foyer des Amtsgerichts, die Ruine der Stadtkapelle, die Rosenhöhe, die Orangerie und der Prinz-Georg-Garten als neue Spielstätten entdeckt.
Nach der feierlichen Eröffnung mit einer Beethoven-Gala, begleitet von Grußworten der hessischen Ministerin für Wissenschaft und Kunst, Ruth Wagner, folgten sechs Festspielwochenenden, die sich zwischen mittelalterlicher und Neuer Musik, zwischen Lesung, Tanz und großen Orchesterwerken bewegten. Besonders hervorzuheben sind die Aufführung von Haydns „Die Schöpfung“, mit der der Konzertchor Darmstadt unter Leitung von Wolfgang Seeliger sein 25-jähriges Bestehen feierte, sowie die Aufführung von Purcells Oper „Dido and Aeneas“ anlässlich des 1000-jährigen Bestehens des Stadtteils Bessungen im Barockgarten der Orangerie.

## 2003
Da die Ausweitung der Residenzfestspiele gut vom Publikum angenommen wurde, ging es im Jahr 2003 unter dem Motto Wie es Euch gefällt in die dritte Runde mit 23 Veranstaltungen zwischen dem 12. Juli und dem 24. August. Höhepunkt war das Konzert mit Sir Elton John im Stadion am Böllenfalltor, das 16.000 Zuschauer anlockte. Aber auch die anderen Konzerte brachten einen neuen Besucherrekord. Neue Spielstätten in diesem Jahr waren der Rodensteiner Hof im Hessischen Landesmuseum und der Bessunger Jagdhof. Das Programm bewegte sich in fast schon bewährter Tradition zwischen vielen Stühlen: Theater wechselte mit Oper und Konzert, Solokonzerte oder kleine Besetzungen mit dem vollen Aufgebot an Orchester, Solisten und Chor oder Tänzern. Altbewährtes wechselte mit Neuem, Alte mit Neuer Musik, neben Klassikern kamen auch selten gespielte Stücke zu Gehör.

## 2004
Unter dem Motto Lichtklänge gab es auch 2004 eine Vielzahl an Veranstaltungen, die in zunehmendem Maße international geprägt waren. Von mittelalterlichen Gesängen über Beethoven bis zum Jazz, Irish Folk und indischem Tempeltanz reichte die Palette. Größen wie die amerikanische Jazz-Sängerin Joan Faulkner, das Clemencic Consort Wien, das berühmte Ballettensemble aus Wisconsin, dem amerikanischen Partner-Bundesstaat Hessens, sowie Ensembles aus Korea, China und den Philippinen waren in diesem Jahr in Darmstadt zu Gast. Als „Orchestra in Residence“ konnte das Orchestra Filarmonica di Torino aus Italien gewonnen werden. Ein Beispiel für das ständige Bestreben nach einer Verschmelzung verschiedener Kunstgattungen und Ausdrucksformen war die Aufführung „Amadeus“. In einer Gemeinschaftsproduktion zwischen der Dramatischen Bühne Frankfurt, dem Konzertchor Darmstadt und der Darmstädter Hofkapelle wurden das Bühnenstück von Peter Shaffer und die Musik Mozarts zu einer Symbiose aus Theaterstück und Konzert zusammengeführt und als Einheit erlebbar gemacht.

## 2005
Die Residenzfestspiele 2005 standen unter dem Motto Faszination und der Schirmherrschaft des neugewählten Oberbürgermeisters Walter Hoffmann. Sängerin und Entertainerin Deborah Sasson eröffnete mit Opern- und Musicalhighlights das Festival, und der weltweit gefeierte Tenor Kammersänger Peter Schreier setzte mit einem Liederabend mit Franz Schuberts „Die Schöne Müllerin“ sowie mit der „Johannespassion“ von Johann Sebastian Bach, in der er gleichzeitig sang und dirigierte, einen glänzenden Schlusspunkt. Es war nicht nur das erste Mal, dass der international gefragte Sänger in Darmstadt auftrat, bei den Residenzfestspielen sang er auch seine allerletzte Johannespassion in Deutschland, bevor er Ende 2005 seine Sängerkarriere beendet. Mit dabei waren 2005 außerdem Bill Ramsey & En Haufe Leit, der Magier der Klarinette Giora Feidman sowie das Bläserquintett der Staatskapelle Dresden.

## 2006
Einer der Höhepunkte der Residenzfestspiele 2006 unter dem Motto Zauberwelten war die erste Wiederaufführung der Oper „Tanhäuser“ des Darmstädter Komponisten C.A. Mangold seit 160 Jahren. Weitere namhafte Künstler waren u. a. Rüdiger Oppermann, Knut Kiesewetter, Madeline Bell mit dem Landesjugendjazzorchester Hessen und das Glenn Miller Orchestra unter Wil Salden. Als Spielstätte konnte das Hofgut Oberfeld, das Rosarium auf der Rosenhöhe und das City Carree genutzt werden.

## 2007
Die Residenzfestspiele 2007 standen unter dem Motto Impressionen – Außergewöhnliches an ungewöhnlichen Orten, das wohl am meisten durch die beiden Konzerte mit Gitarren-Impressionen und einem Programm für Streichorchester im ehemaligen Kuhstall auf dem Hofgut Oberfeld erfüllt wurde. Weitere Höhepunkte waren die Operettengala zum 125. Jubiläum des Geburtsjahrs von Emmerich Kálmán und die Italienische Opernnacht auf der Mathildenhöhe. Auch das Publikum zeigte sich mehr als außergewöhnlich: Beim buchstäblich ins Wasser gefallenen Konzert der Klazz Brothers ließen sich die Künstler von der guten Stimmung anstecken und spielten trotz anhaltender Güsse weiter, so dass das Publikum begeistert vor der Bühne im Regen tanzte!

## 2008
Die Residenzfestspiele 2008 unter dem Motto Notturno – Nachtstück begannen mit Mozarts „Schauspieldirektor“ und dem Stargast Helmut Lohner. Erstmals wurde mit „Nosferatu – Eine Symphonie des Grauens“ ein Stummfilm präsentiert, begleitet von Stephan von Bothmer und dem Konzertchor Darmstadt. Die Italienische Opernnacht auf der Mathildenhöhe mit Werken des Jubilars Giacomo Puccini war Höhepunkt der Residenzfestspiele. Das Kinderkonzert „Peter und der Wolf“ und „Karneval der Tiere“ wurde erstmals als Doppelnachmittag veranstaltet, auch um Aufführungen für das junge Publikum zu haben. Weitere Höhepunkte waren das indonesische Ensemble „Elfa’s Jazz & Pop Singers“ im Regierungspräsidium und zwei Uraufführungen von Anno Schreier und Deqing Wen unter der Leitung des Karajan-Schülers Tang Muhai.

## 2009
Sternstunden war das Motto der Darmstädter Residenzfestspiele des Jahres 2009. Besonders zutreffend war dies auf die große Musical- und Operngala mit Deborah Sasson, Eva Lind und Robert Schwarts auf der Mathildenhöhe – und auf die beiden Barockkonzerte. Im Innenhof des Kollegiengebäudes trug der israelische Countertenor Doron Schleifer, begleitet vom basel baroque consort, barocke Liebeslieder und Arien aus Italien vor; im ehemaligen Kuhstall des Hofgutes Oberfeld bot das Ensemble Bell’Arte Salzburg ein 'Florilegium Musicum', in dem auch seltene Instrumente wie Barockharfe und Chalumeau zu hören waren. Die Eröffnungsveranstaltung war Murnaus Faust-Stummfilm mit einer neuen Musik von Carsten-Stephan Graf von Bothmer. Vom 24. Juli bis 9. August waren die Mathildenhöhe, das Hofgut Oberfeld und das Kollegiengebäude die Spielstätten der neunten Residenzfestspiele.

## 2010
Zum zehnjährigen Bestehen fanden die Darmstädter Residenzfestspiele unter dem Motto Jubilate! statt. Neben dem Eröffnungskonzert 'Mozartkugeln' der Musikbühne Mannheim waren auch Veranstaltungen vom Leipziger Bläserquintett und Hugo Strasser Teile des Programms. Die A-cappella-Formation „vocaldente“ riss das Publikum mit einer Mischung aus Klassikern und jüngeren Liedern mit. Über 900 Zuschauer nutzten die Gelegenheit, vor der malerischen Kulisse von Jagdschloss Kranichstein Carl Maria von Webers romantische Oper „Der Freischütz“ in einer Inszenierung der Opera Classica zu erleben. Aufführungsstätten im Jubiläumsjahr waren das Hofgut Oberfeld, das Kollegiengebäude, das Jagdschloss Kranichstein, die Orangerie Darmstadt und die Mathildenhöhe.

## 2011
Die elften Darmstädter Residenzfestspiele standen unter dem Motto Visionen und fanden vom 28. Juli bis 7. August statt. Die Festspiele waren hauptsächlich dem großartigen Pianisten, Komponisten und musikalischen Visionär Franz Liszt gewidmet, der 2011 ein doppeltes Jubiläum beging. Neben der Aufführung seines monumentalen Oratoriums „Die Legende von der Heiligen Elisabeth“, stand bei vielen Konzerten Musik dieser schillernden Persönlichkeit auf dem Programm. Die Festspiele begannen jazzig mit der Barrelhouse Jazzband und ihrem Stargast aus den USA, Harriet Lewis – und sie endeten mit Andrej Hermlin und seinem „Swing Dance Orchestra!“. Dazwischen stand der Auftritt des österreichischen Schauspielers, Virtuosen und Chansonniers Michael Heltau mit seinen persönlichen Lieblingschansons. Neben alledem gab es auch wieder bewährte Klassiker der Residenzfestspiele, wie die Italienische Opernnacht auf der Mathildenhöhe und das Kinderkonzert, das ebenfalls auf der Stadtkrone stattfand.

## 2012
Das Motto der 12. Darmstädter Residenzfestspiele war Klangräume. Sie fanden im Zeitraum vom 28. Juli bis 12. August statt. Mit insgesamt 13 Konzerten an drei verschiedenen Veranstaltungsorten wurde dem Publikum eine Bandbreite der musikalischen Möglichkeiten präsentiert. Spielstätte war in diesem Jahr vor allem die Innenstadt mit dem Kollegiengebäude am Luisenplatz, dessen stimmungsvoller Innenhof allein Schauplatz von sechs Veranstaltungen war. Hier fand das Eröffnungskonzert mit Boogie-Woogie-Legende Axel Zwingenberger und Souldiva Lila Ammons statt. Außerdem gastierten im Innenhof das Ensemble Tutti Soli aus Bulgarien, das in historischen Kostümen ein italienisches Barockprogramm mit Gesang, Musik und Tanz darbot, sowie das Pera-Ensemble (Türkei/Deutschland) und Francesca Lombardi Mazzulli (Sopran), die mit "Baroque Oriental" eine Erfolgsproduktion nach Darmstadt holten. Daneben gab es wieder bewährte Klassiker, wie die Italienische Opernnacht auf der farbenfroh illuminierten Mathildenhöhe.

## 2013
Die 13. Darmstädter Residenzfestspiele fanden unter dem Motto Liebe, Tod & Helden vom 26. Juli bis 11. August 2013 statt. Fünf verschiedene Spielstätten wurden mit 14 Konzerten und Aufführungen bespielt und lockten über 5400 Besucher an. Das Eröffnungskonzert im Regierungspräsidium bestritten die Klazz Brothers und Maria Markesini mit dem Programm „Cinema Passionata“. Am Samstag, den 3. August, waren Giora Feidman und Ben Becker mit ihrem Programm „Zweistimmig“ zu Gast auf der Mathildenhöhe. Eine ganz besondere Veranstaltung war in diesem Jahr die erfolgreichste Opernnacht aller Zeiten mit über 1.200 Besuchern, zu der Giuseppe Verdi mit den beliebtesten Opernmelodien aus „La forza del destino“ und „Aida“ anlässlich seines 200. Geburtstags gewürdigt wurde. Den krönenden Abschluss der 13. Darmstädter Residenzfestspiele bildeten die beiden epischen Chorwerke „Carmina Burana“ und „Orbe Rotundo“. Die deutsche Erstaufführung von Krzysztof Pendereckis „De natura sonoris no. 2“ machte den Abend zudem zu einem besonderen Erlebnis.

## 2014
Unter dem Motto Klangspuren wurde bei den 14. Darmstädter Residenzfestspielen vom 25. Juli bis 10. August 2014 wieder ein vielfältiges Programm geboten. Das Sinfoniekonzert „Der Klang des Goldenen Zeitalters“ im Rahmen der Ausstellung „Der Stachel des Skorpions“ auf der Mathildenhöhe eröffnete am Freitag, den 25. Juli 2014, die diesjährige Darmstädter Residenzfestspielsaison. Der erfolgreichste und populärste Jazz-Musiker des Landes, Till Brönner (Trompete), präsentierte am 26.07. mit seinem Quintett dem Publikum auf der Mathildenhöhe ein besonderes Programm. Am Donnerstag, den 31. Juli, traten die Flötistin Dorothee Oberlinger und Axel Wolf (Laute/Theorbe) mit ihrem Programm „Una Festa Barocca“ auf. Neben der traditionellen Italienischen Opernnacht am Sonntag, den 27. Juli, waren weitere Programmhighlights Der Kontrabaß mit dem Ensemble Bassiona Amorosa und Peter Bause (Sonntag, 3. August) sowie das Eröffnungskonzert der diesjährigen Internationalen Ferienkurse für Neue Musik.

## 2015
Die 15. Darmstädter Residenzfestspiele fanden unter dem Motto Europäisches Konzert – 200 Jahre Wiener Kongress vom 24. Juli bis 9. August 2015 statt. Die Darmstädter Hofkapelle und der Konzertchor Darmstadt beschlossen, unter der Leitung von Wolfgang Seeliger, die 15. Darmstädter Residenzfestspiele am 9. August mit dem Abschlusskonzert im Innenhof des Jagdschlosses unter dem Titel „Ein neues Europa steht!“. Auf dem Programm standen Pjotr Iljitsch Tschaikowskis „Ouvertüre 1812“, Beethovens Kongresskantate „Der glorreiche Augenblick“ und der Schlusssatz der 9. Sinfonie. Den Besuchern wurde ein abwechslungsreiches Programm geboten. „Ein neues Europa steht!“ feierte man am Ende des Wiener Kongresses von 1814/1815. Ausgehend von diesem besonderen Großereignis, das in diesem Jahr 200-jähriges Jubiläum feiert, setzten sich die auftretenden Künstler intensiv mit dem Motto auseinander und schufen neue musikalische Interaktionen.